# Свободное государство Анхальт
Свободное государство Анхальт (нем. Freistaat Anhalt) — одна из немецких земель в 1918-1946 гг. Территория государства принадлежит сегодня земле Саксония-Анхальт.

## История
12 ноября 1918 года герцогство Анхальт было преобразовано в республику. Уличные демонстрации заставили принц-регента Ариберта отречься от трона за малолетнего герцога Иоахима Эрнста и от имени всей ангальтской княжеской фамилии. 9 ноября 1918 года, ещё до отречения в Дессау был образован совет рабочих и солдатских депутатов под председательством бургомистра Фрица Гессе. 14 ноября было сформировано временное правительство из представителей СДПГ и НДП во главе с социал-демократом Вольфгангом Гейне.
На выборах Земельное собрание (Landesversammlung), прошедших 15 декабря 1918 года, одержала победу Социал-демократическая партия Германии, получившая абсолютное большинство голосов и сохранившая при этом коалицию с Немецкой демократической партией. Законодательное собрание разработало конституцию Анхальта, которая была утверждена 18 июля 1919 года. 
По результатам выборов в ландтаг в апреле 1932 года самую крупную фракцию в нём сформировала НСДАП, получившая 15 мандатов, 6 из которых были из Дессау. В мае в Германии появился первый премьер-министр, выдвинутый от НСДАП, и им стал Альфред Фрейберг в Ангальте.
После прихода к власти нацистов в 1933 году все государства в составе Германии утратили свой суверенитет в пользу империи («гляйхшальтунг»). После Второй мировой войны Анхальт оказался в советской зоне оккупации. Суверенитет Ангальта не был восстановлен, и в 1946 году Анхальт был объединён с бывшей прусской провинцией Саксония (разделённой в 1944 году на провинции Магдебург и Халле-Мерзебург) в новую землю Саксония-Анхальт. После того, как в феврале 1947 года государство Пруссия было ликвидировано, Саксония-Анхальт стала землёй и в 1949 году вошла в ГДР. В 1952 году земли в ГДР были ликвидированы и образованы административные округа. После объединения Германии в 1991 году была восстановлена земля Саксония-Анхальт.

## Государственный строй
Законодательный орган Свободного государства Анхальт — ландтаг (Landtag), избирался населением по пропорциональной системе. Исполнительный орган — Государственное министерство (Staatsministerium), состоящее из премьер-министра (Ministerpräsident) и государственных министров (Staatsminister), назначался ландтагом и нёс перед ним ответственность.

## Административное деление
Территория Анхальта делилась на 6 районов (Kreis):
- Балленштедт
- Бернбург
- Козвиг
- Дессау
- Кётен
- Цербст

Районы делились на общины (gemeinde).